# Pjotr Alexandrowitsch Tolstoi

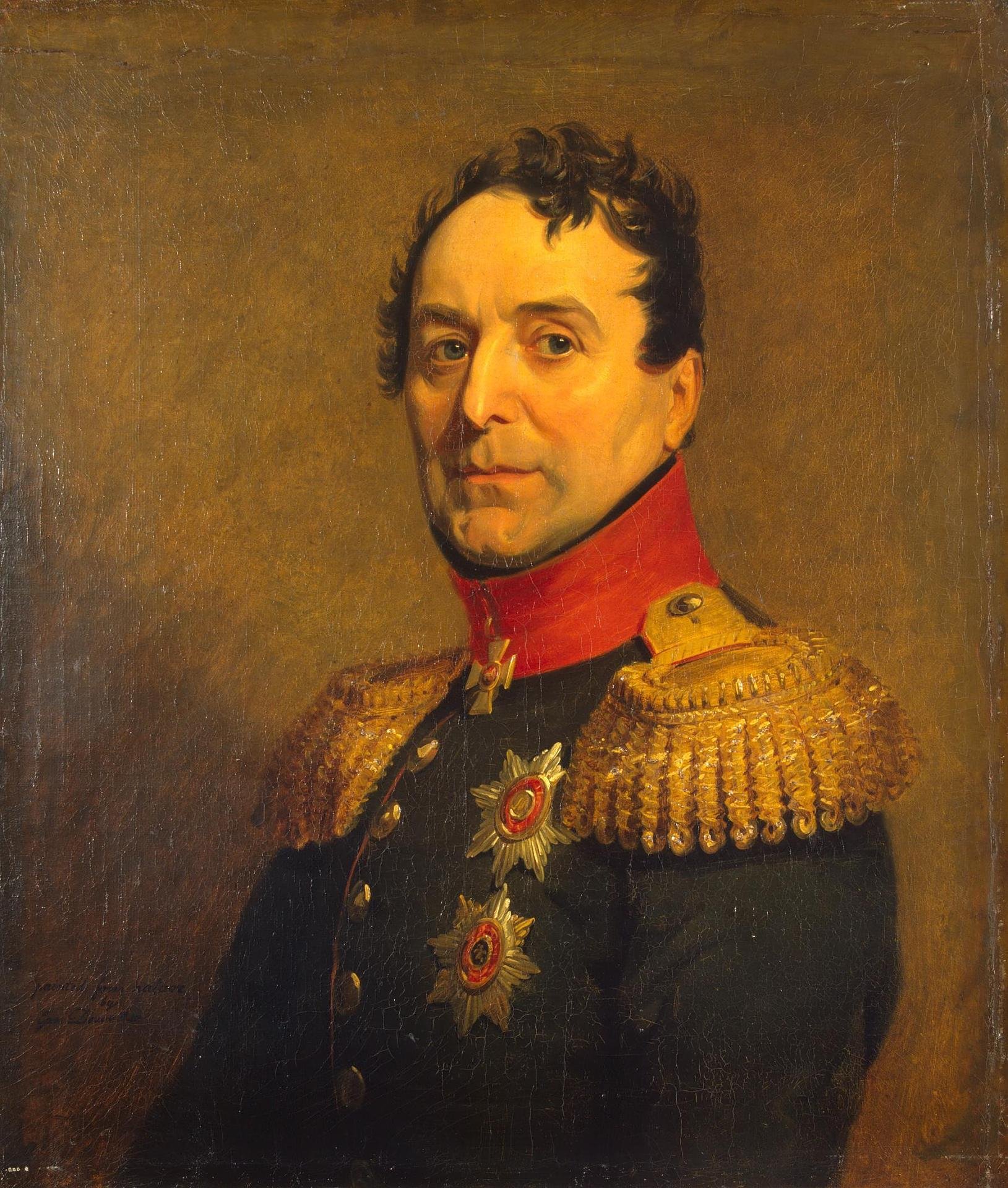
Porträt von Pjotr A. Tolstoi, zwischen 1820 und 1825

Graf Pjotr Alexandrowitsch Tolstoi (russisch: Пётр Александрович Толстой, * 12. März 1770; †  28. September 1844 in Moskau) war ein russischer General der Infanterie und Staatsmann.

## Leben
Tolstoi stammte aus dem Orjoler Zweig der Familie Tolstoi, sein Vater Alexander Tolstoi war ein Enkel des Grafen Pjotr Andrejewitsch Tolstoi. 1775 wurde er in das Preobraschenski Leib-Garderegiment eingezogen und trat seinen Dienst am 21. Mai 1785 als Adjutant des Stabes des Fürsten Nikolai Saltykow an. Im selben Jahr wurde er zum Oberstleutnant befördert. In den Jahren 1788 bis 1790 nahm er am Russischen Krieg Gustavs III. teil.
Im Jahr 1794 nahm er an der Belagerung von Warschau teil und wurde dann zum Oberst befördert. Am 24. Oktober 1794 befehligte er zwei Bataillone in der Schlacht von Praga. Bei seiner Rückkehr verlieh Kaiserin Katharina II. Tolstoi eigenhändig den St.-Georgs-Orden 3. Grades und ernannte ihn zum Chef des Pskower Dragonerregiments. Am 9. November 1797 erlangte er den Rang eines Generalmajors mit der Ernennung zum Chef des Dragonerregiments Nischni Nowgorod und erhielt im nächsten Jahr den St. Anna-Orden 1. Grades.
Ende 1798 wurde er als Verbindungsoffizier zwischen Alexander Suworow und Erzherzog Karl ins österreichische Hauptuartier geschickt. Nach den Feldzügen von 1799 wurde er zum Generalleutnant befördert und Mitglied des Kriegskollegiums und des Regierenden Senats. 1802 wurde er zum Kriegsgouverneur von Wyborg und im darauf folgenden Jahr von St. Petersburg ernannt. Auf diesem Posten wurde Tolstoi berühmt für seine Großzügigkeit, indem er Geld an Arme und Soldaten der Garderegimenter verteilte. In dieser Zeit kommandierte er auch das Preobraschenski-Regiment.
Im September 1805 brach er mit 20 000 Mann Landungskorps nach Pommern auf und operierte in Norddeutschland unter dem Generalkommando von König Gustav IV. Adolf von Schweden. Er eroberte Hannover und kehrte nach der Schlacht bei Austerlitz nach Russland zurück. Zu Beginn des Vierten Koalitionskrieges sandte Kaiser Alexander Tolstoi aus, um die Korpskommandanten Bennigsen und Buxhoeveden zu versöhnen und persönlich über ihren Streit zu berichten. Nach Bennigsens Ernennung zum Oberbefehlshaber wurde Tolstoi dessen diensthabender General.
Vom 14. Oktober 1807 bis 1. Oktober 1808 war er Botschafter in Paris. Sein Hauptziel bestand darin, den Vertrag von Tilsit einzuhalten, und Tolstoi schrieb an Alexander, dass alle freundlichen Zusicherungen Napoleons verlogen seien. Er forderte ihn auf, diese nicht zu glauben, sondern sich im Voraus auf die Zurückweisung vorzubereiten, zudem sagte er eine bevorstehende französische Invasion in Russland voraus. Er empfahl der russischen Regierung ein Maßnahmensystem zum Schutz der Interessen Russlands vor einer möglichen Aggression Napoleons: die Armee stark zu vergrößern, sie an die Westgrenzen zu verlegen, ein Geheimabkommen mit Österreich abzuschließen, den Krieg mit der Türkei und Schweden zu beenden, Frieden mit England zu schließen und eine neue antifranzösische Koalition mit Preußen und Österreich zu organisieren. Wegen seiner mangelnden diplomatischen Erfahrung waren seine Bemühungen jedoch nutzlos und nach dem Erfurter Kongress wurde Tolstoi abberufen. Dennoch beobachtete Tolstoi eine Verschlechterung der Beziehungen zwischen Alexander und Napoleon.
Von 1809 bis 1812 lebte er auf seinem Anwesen in der Nähe von Tula. Im Jahr 1812 bildete und befehligte er die Miliz der Gouvernements Nischni Nowgorod, Simbirsk, Kasan, Wjatka und Orenburg. 1813 beteiligte er sich an der Einnahme von Dresden und Magdeburg.
Am 19. Juni 1814 wurde er zum General der Infanterie befördert und am 16. Januar 1816 zum Chef des 4. Infanteriekorps ernannt. Ab dem 30. August 1823 war er Mitglied des Staatsrates. Während der Regierungszeit von Kaiser Nikolaus I. erhielt er den St.-Andreas-Orden und übernahm einen anderen Militärposten.
Ab 1839 befand er sich im Ruhestand. Pjotr Tolstoi starb in Moskau und wurde im Donskoi-Kloster beigesetzt.